# Morus (птах)
Morus — рід морських птахів родини сулових (Sulidae). Містить 3 сучасні види та ряд викопних.

## Поширення
Представники роду гніздяться в Північній Атлантиці (Європа та Північна Америка), Південній Африці, Австралії та Новій Зеландії.

## Види
- Сула атлантична (Morus bassanus)
- Сула африканська (Morus capensis)
- Сула австралійська (Morus serrator)

Викопні види
- Morus loxostylus (ранній міоцен, США)
- Morus olsoni (середній міоцен, Румунія)
- Morus lompocanus (пізній міоцен, США)[1]
- Morus magnus (пізній міоцен, Каліфорнія)
- Morus peruvianus (пізній міоцен, Перу)
- Morus vagabundus (пізній міоцен, Каліфорнія)[1]
- Morus willetti (пізній міоцен, Каліфорнія) — ранішу в роді Sula[1]
- Morus sp. (пізній міоцен, США) — можливо M. magnus
- Morus sp. 1 (пізній міоцен/ранній пліоцен, США)
- Morus sp. 2 (пізній міоцен/ранній пліоцен, США)
- Morus peninsularis (ранній пліоцен)
- Morus recentior (середній пліоцен, США)
- Morus reyanus (пізній плейстоцен, США)[1]